# Rajjána Barnáwíová
Rajjána Barnáwíová (arabsky ريانة برناوي‎; * září 1988, Džidda, Saúdská Arábie) je saúdská výzkumnice a astronautka, 600. člověk ve vesmíru. Při svém prvním a dosud jediném kosmickém letu v květnu 2023 strávila 8 dní na Mezinárodní vesmírné stanici (ISS) jako členka privátní návštěvní expedice Axiom Mission 2.

## Vzdělávání a kariéra ve výzkumu
Získala bakalářský titul v oboru biomedicínských věd na novozélandské Otagské univerzitě (University of Otago). Ve stejném oboru získala i magisterský titul na Univerzitě Al-Faisal v Rijádu.
V době svého výběru do kosmického programu již devět let pracovala ve Specializované nemocnici a výzkumném centru krále Fajsala v Rijádu, kde byla jako výzkumná laboratorní technička zařazena do programu kmenových buněk a tkáňového inženýrství.

## Astronautka
Saúdská vesmírná komise (SSC) oznámila 12. února 2023, že na jedno ze dvou míst pro saúdské astronauty v privátní misi společnosti Axiom Space na ISS vybrala právě Barnáwíovou.
Mise odstartovala 21. května 2023 ve 21:37 UTC a zamířila k ISS, k níž se připojila 22. května ve 13:12 UTC. Barnáwíová se stala první astronautkou z arabských zemí. Společně se zbytkem posádky (velitelkou Peggy Whitsonovou, pilotem Johnem Shoffnerem a svým saúdským kolegou Alím al-Qarním) se během letu kromě seznámení se stanicí a pozorování Země věnovala vědeckému a osvětovému programu. Ten tvořilo přes 20 multidisciplinárních experimentů z oblastí věd o životě, výzkumu člověka včetně biomedicíny, fyzikálních věd a technologií, a navíc několik osvětových aktivit v oblasti technologií, inženýrství, umění a matematiky. Loď se poté od ISS odpojila 30. května 2023 v 15:05 UTC a další den v 03:04 UTC přistála do vod Mexického zálivu.

## Soukromý život
Barnáwiová je outdoorovou a sportovní nadšenkyní, která absolvovala řadu aktivit od potápění v Saúdské Arábii a Indonésii přes létání na rogalu až po rafting a pěší turistiku.